# 王子大街站
王子大街站（德語：U-Bahnnof Prinzenstraße）是德国柏林地铁的一个车站，位于腓特烈斯海因-克罗伊茨贝格區，途经的线路有柏林地铁1号线和3号线。
车站名称来自附近的王子大街（以德国威廉一世王子命名）。